# Palazzo Vianelli (Terzo di Aquileia)
Palazzo Vianelli, conosciuto anche come Villa Vianelli, è uno storico palazzo veneto situato a Terzo di Aquileia, in provincia di Udine.

## Storia
Il palazzo fu ristrutturato massicciamente già nel Settecento al fine di trasformarlo in luogo di rappresentanza. Vennero
abbelliti i giardini all’italiana e gli orti e valorizzata la
posizione prospiciente la piazza. Così facendo l'edificio, eretto probabilmente come parte del Monastero di Aquileia, assunse le forme di un vero e proprio palazzo in stile veneto. 
La villa fu acquistata e abitata dalla ricca famiglia aristocratica Vianelli nel Settecento e nell'Ottocento. Quest'ultima acquistati vasti appezzamenti di terreno si impose in paese con una sorta di autogoverno contadino. Il complesso, dopo un intervento di ristrutturazione, è stato adibito a sede del Comune.

## Descrizione
L’edificio si trova nel centro di Terzo di Aquileia davanti alla chiesa parrocchiale,
lungo la strada principale che da Terzo si dirige ad
Aquileia.
La facciata principale è allineata al fronte strada e si
eleva su tre piani. Il piano terra ha l’intonaco decorato a bugnato semplice e sembra quasi fungere da
basamento. Il piano nobile è compreso tra due fasce
marcapiano lineari e le finestre sono sormontate da
cimase modanate. Il fronte è composto simmetricamente rispetto all’asse centrale ed è tripartito. La sezione intermedia corrisponde al salone di rappresentanza ed è evidenziata da un timpano che presenta al centro un oculo circolare. L’ingresso ad arco a tutto sesto è preceduto da tre gradini e sormontato dalla
porta finestra del piano nobile con poggiolo e parapetto in ferro battuto, il cui motivo decorativo è ripreso nelle grate del piano terra.
La porta finestra ad arco a tutto sesto ha cornice con architrave modanata. Le aperture del secondo piano sono quadrate. Corona la facciata un motivo decorativo a cerchi, che in alcune parti si tramuta in piccole finestrelle.